# かけひきは、恋のはじまり
『かけひきは、恋のはじまり』（原題：Leatherheads）は、1920年代のプロ・アメリカンフットボールの世界を舞台にした2008年のアメリカのロマンティック・コメディ映画。製作・監督・主演はジョージ・クルーニー。

## あらすじ
1925年のアメリカ。ドッジ・コネリーはアメフトのプロチーム「ダルース・ブルドッグス」のベテラン選手。しかしチームは不人気で資金難から解散してしまう。そんなとき、プロよりも遥かに人気のあったプリンストン大学のスター・アメフト選手カーター・ラザフォードに目を付けたドッジはカーターをスカウトし、チームの再結成を狙う。カーターは第一次世界大戦でドイツ軍の小隊をまとめて降伏させたとして国民的英雄になっていたのだ。
一方、『シカゴ・トリビューン』紙の敏腕女性記者レクシー・リトルトンは、上司からカーターの英雄話がねつ造であることを突き止め、記事にするよう命じられる。取材目的でカーターに接近したレクシーだが、ブルドッグスでの活躍ぶりを目にし、徐々にカーターに惹かれて行く。しかし、何かとぶつかってばかりのドッジの存在も気になる。

## キャスト
| 役名                   | 俳優                   | 日本語吹替 |
| ---------------------- | ---------------------- | ---------- |
| ドッジ・コネリー       | ジョージ・クルーニー   | 小山力也   |
| レクシー・リトルトン   | レネー・ゼルウィガー   | 松本梨香   |
| カーター・ラザフォード | ジョン・クラシンスキー | 内田夕夜   |
| C.C.フレイジャー       | ジョナサン・プライス   | 城山堅     |
| ファーガソン（コーチ） | ウェイン・デュヴァル   | 楠見尚己   |
| サッズ                 | スティーヴン・ルート   | 辻親八     |
| ビッグ・ガス           | キース・ロネカー       |            |
| ベイクス               | マルコム・グッドウィン |            |
| カーリー               | マット・ブシェル       |            |
| ハードレッグ           | トミー・ヒンクリー     |            |

## スタッフ
- 監督：ジョージ・クルーニー
- 製作：グラント・ヘスロヴ、ケイシー・シルヴァー
- 製作総指揮：バーバラ・A・ホール、シドニー・ポラック、ジェフリー・シルヴァー
- 脚本：ダンカン・ブラントリー、リック・ライリー
- 撮影：ニュートン・トーマス・サイジェル
- プロダクションデザイン：ジェームズ・ビゼル
- 美術：クリスタ・マンロー、スコット・ライトナー
- 衣装デザイン ルイーズ・フログリー
- 編集：スティーヴン・ミリオン
- 音楽：ランディ・ニューマン
- 舞台装置：ジャン・パスカル

## 評価
レビュー・アグリゲーターのRotten Tomatoesでは170件のレビューで支持率は52%、平均点は5.80/10となった。Metacriticでは34件のレビューを基に加重平均値が56/100となった。